# A sangre y fuego. Héroes, bestias y mártires de España
A sangre y fuego. Héroes, bestias y mártires de España es un libro de nueve relatos sobre la Guerra Civil española, escritos por el periodista sevillano Manuel Chaves Nogales en 1937 y publicado en Chile, siendo uno de los primeros ejemplos de la literatura testimonio. Los relatos que componen este libro están considerados por muchos expertos como lo mejor que se ha escrito en España sobre la Guerra Civil, y retratan distintos sucesos de la guerra que el autor conoció directamente: "Cada uno de sus episodios ha sido extraído fielmente de un hecho verídico; cada uno de los héroes tiene una existencia real y una personalidad autentica", dice el prólogo.

## Contexto
En su prólogo, Chaves Nogales, se define como un «pequeño burgués liberal», ciudadano de una república democrática y parlamentaria, tan enfrentado ideológicamente al comunismo de Rusia como al fascismo italiano, antifascista y antirrevolucionario por temperamento. Así mismo menciona cómo se convirtió en «camarada director» del diario republicano Ahora cuando un Consejo Obrero desposeyó al propietario de la empresa al inicio de la Guerra Civil.
Abandonó el país durante la guerra civil huyendo de la «estupidez y la crueldad» que entonces «se enseñoreaban de España». Su experiencia de la contienda fratricida había dejado en él una huella traumática, desesperanzada y desolada: «Me fui cuando tuve la íntima convicción de que todo estaba perdido y ya no había nada que salvar, cuando el terror no me dejaba vivir y la sangre me ahogaba. ¡Cuidado! En mi decisión pesaba tanto la sangre derramada por las cuadrillas de asesinos que ejercían el terror rojo en Madrid como la que vertían los aviones de Franco, asesinando mujeres y niños inocentes. Y tanto o más miedo tenía de la barbarie de los moros, los bandidos del Tercio y los asesinos de la Falange, que a la de los analfabetos anarquistas o comunistas».
Manuel Chaves Nogales retomó su oficio de escritor en un modesto hotel de un arrabal de París para librarse de la congoja de la expatriación y ganarse la vida. Allí escribió estos nueve relatos breves sobre la guerra civil española, extraídos, según nos informa en una nota previa, fielmente de hechos rigurosamente verídicos.

## Cuentos

### ¡Masacre, masacre!
Madrid es una ciudad en la que los bombardeos de los aviones fascistas causan innumerables muertes entre la población civil. Las delaciones a las milicias comunistas y anarquistas sirven de instrumento para venganzas personales. Valero, universitario militante de las Juventudes Unificadas, se rige únicamente por su conciencia estrictamente revolucionaria, aunque entre las víctimas de la justicia del pueblo se halle su propio padre. En el relato aparecen fugazmente los escritores André Malraux, un francés que ha venido a España para batirse por la revolución, Alberti, Bergamín y María Teresa León.

### La gesta de los caballistas
Un marqués andaluz organiza una cuadrilla de hombres armados, entre los que se hallan sus propios hijos y el pae Francisco, para salir en persecución de la canalla roja por pueblos de los alrededores. En el relato, el señorito andaluz José Antonio encarna la brutalidad de quien es capaz de compadecerse ante el sufrimiento de un animal mutilado por los soldados republicanos y al mismo tiempo volcar toda la ira e indignación que le produce este hecho apuñalando a un joven gitano herido y maniatado. La iglesia, representada por el pae Francisco, tampoco queda bien parada: «¿Para qué estoy yo aquí sino para arreglarles los papeles a los que tengáis que mandar de viaje al otro mundo?», se lamenta y le recrimina cínicamente al asesino. La heroicidad, en este relato como en otros, no es patrimonio de ningún bando ni ideología, sino de quien es capaz de empatizar con el sufrimiento ajeno y de reaccionar ante el dolor, la injusticia, la arbitrariedad y la estupidez. La represión brutal e implacable se ejerce sobre los vencidos con la misma crueldad inexorable en las retaguardias de ambos contendientes. Finalmente, los falangistas asesinan a todos los rojos.

### Y a lo lejos, una lucecita
Los milicianos Jiménez y Pedro persiguen incansablemente el hilo de una cadena de espías fascistas que, en la oscuridad de la noche, transmiten en clave información importante sobre la actividad de los republicanos en Madrid, con la luz de sus linternas. Queipo de Llano (aludido como «el general-speaker con su pintoresco tonillo de jaque») arenga a sus tropas desde su emisora de radio en Sevilla e intenta minar la moral de los que él denomina «la canalla marxista», «los hijos de la Pasionaria» o «bandidos rojos».

### La columna de hierro
Exconvictos y delincuentes de todas las clases, desertores del frente, aprovechan el conflicto bélico para constituirse en supuestas compañías del ejército republicano, que, con la excusa de combatir a los fascistas en la retaguardia, se dedican al pillaje y al vandalismo más atroz y salvaje. Un aviador inglés que, como un brigadista más, ha venido a España para defender a la República y combatir el fascismo, tras una noche de borrachera, se verá envuelto entre republicanos que atacan a otros republicanos que a su vez defienden la seguridad de presos fascistas; imagen paradójica de la confusión y el desorden que reinaba entre las tropas republicanas.

### El tesoro de Briesca
El comandante Arnal, comisionado por la junta de Madrid para intentar poner a salvo los tesoros artísticos y arqueológicos de los pueblos donde se combate, es el único que conoce el paradero secreto de dos valiosísimos cuadros de El Greco. Convencido de que su tarea era absurda en medio de aquella vorágine de la guerra y la revolución, se ofrece como combatiente y sirve de ejemplo heroico para los milicianos, voluntarios civiles sin ninguna preparación, que comúnmente huían y se batían en retirada ante el combate directo contra los soldados del bando nacional, profesionales habituados a la guerra.

### Los guerreros marroquíes
La confusión, el desorden y el absurdo se vuelven a hacer patentes en este relato en el que los republicanos de Monreal no se ponen de acuerdo sobre cómo actuar con un rehén moro malherido: los delegados republicanos creen que hay que conducirlo a Madrid para entregarlo a las autoridades; los anarquistas, dejarlo libre y que él decida si quiere redimirse y formar parte del ejército republicano; los comunistas, curarlo y obligarlo a luchar en las filas de las milicias, y, finalmente, las gentes del pueblo lo reclaman sencillamente para lincharlo, ya que el prisionero es suyo. Al final del relato, nuevamente —como en La gesta de los caballistas— la solidaridad fraternal entre individuos de ambos bandos se ve aplastada por la crueldad ciega de los radicalismos ideológicos y la inercia de represión y muerte de la guerra.

### Viva la muerte
En un modesto hotel de la sierra cercano al pueblo de Miradores el estallido de la guerra civil trastoca e invierte los papeles (como en la novela de Sender El rey y la reina). El señor Tirón, prestigioso abogado y significado hombre de derechas, salva su vida in extremis gracias a la compasión de la miliciana Rosario. La heroicidad que emana de los valores humanos y no de las ideologías políticas ni de los fanatismos sectarios. La venganza, la compasión, el valor, la ingratitud son conflictos morales que se debaten en la conciencia de ambos personajes con soluciones dispares. Uno de los temas que más debía preocupar seguramente a Manuel Chaves Nogales como periodista y cronista de la realidad de una época es la manipulación y tergiversación de la historia en favor de determinados intereses partidistas. Este motivo tan orwelliano queda patentemente reflejado en el cínico diálogo sostenido en un café frecuentado por falangistas en Valladolid:
— (Habla el Cabezota) Lo de Sanbrian fue tal y como usted, señor Tirón, lo ha contado. Yo estuve allá. Y si no fue así, tendrá que venir algún vecino del pueblo a rectificarnos. Pero esté usted tranquilo, señor Tirón. Para eso nos tomamos nosotros el trabajo de que no quedase ni uno solo que pudiese contarlo.
Tirón, que sabía a qué atenerse respecto a la verdad histórica y la verdad verdadera, sofisticaba:
— El hecho en sí poco o nada importa. A la historia lo que le interesa es su sentido, la significación histórica que pueda tener, y ésa no se la dan nunca los mismos protagonistas, sino los que inmediatamente después de ellos nos afanamos por interpretarlo.
— Es decir: ¿qué me va usted a contar a mí, que estuve allí, lo que pasó en Sanbrian? — saltó Paco Citroen.
— Y tú, Paco, reconocerás que aquello fue tal y como yo lo cuento y no como tú, aturdidamente, hubieras creído. Tú estuviste allí, pero para enterarte de lo que pasó te faltaba perspectiva histórica.
Paco iba a decir una grosería. Pero se calló.

### Bigornia
El cuento lleva el título de su barojiano protagonista, un titán de desproporcionadas dimensiones físicas y morales. Mecánico y anarquista por naturaleza, se rebela ante toda forma de autoridad y de dominio. En opinión de Ana R. Cañil, autora del prólogo introductorio de la obra en la Colección Austral titulado «La (imposible) tercera España»: «Quizá sea Bigornia —el ogro jovial y arrabalero, el amante con alma de anarquista, el hacedor de artilugios en su herrería— de entre todos los personajes de A sangre y fuego el más memorable, ese que perdura en el recuerdo cuando ya han pasado los años tras la primera lectura de la obra. En la historia de este herrero, de este amante de la libertad en estado primitivo que acude al asalto al Cuartel de la Montaña armado con su martillo y regresa a su casa, con su mujer y su prole, asqueado por la estupidez de unos y otros en las filas republicanas, mientras pierden el tiempo y los asesinos de la libertad se acercan a Madrid, se reúnen los sentimientos del periodista».

### Consejo obrero
En el último relato de la serie, Daniel, obrero independiente que se había negado siempre a seguir los dictados de los sindicatos y no había querido secundar sus huelgas en los años previos, y Bartolo, obrero de pasado falangista, sufren la represión de las organizaciones sindicales, convertidas con el advenimiento de la guerra en auténticas mafias. Comunistas y anarquistas se disputan el poder y el control e imponen el imperio de su propia ley a través del terror. El final del relato y del libro condensa la desolada visión que el autor tenía de España en todo su dramatismo: «Y murió batiéndose heroicamente por una causa que no era suya. Su causa, la de la libertad, no había en España quien la defendiese».

## Recepción
Por no complacer ninguno de los dos bandos de la guerra el libro sufrió el olvido por más de medio siglo. En los años 90 fue redescubierto y reeditado. Desde entonces ha sido reconocido por la crítica y hoy es considerado un clásico de la literatura de la guerra civil.

## Adaptaciones
El 1 de enero de 2018 una adaptación radiofónica del libro, dirigida por Carlos Alsina, se estrenó  en Onda Cero.
A sangre y fuego se adaptará al cine de la mano de Juan Antonio Bayona.